# Hylaeus hyalinatus
Hylaeus hyalinatus ist eine solitäre Wildbienenart aus der Familie der Colletidae. Sie gehört zur Gattung der Maskenbienen und fliegt in Deutschland von Ende Mai bis Anfang September. Auf Deutsch wird sie manchmal „Mauer-Maskenbiene“, „Lamellen-Maskenbiene“ oder „Garten-Maskenbiene“ genannt.

## Merkmale

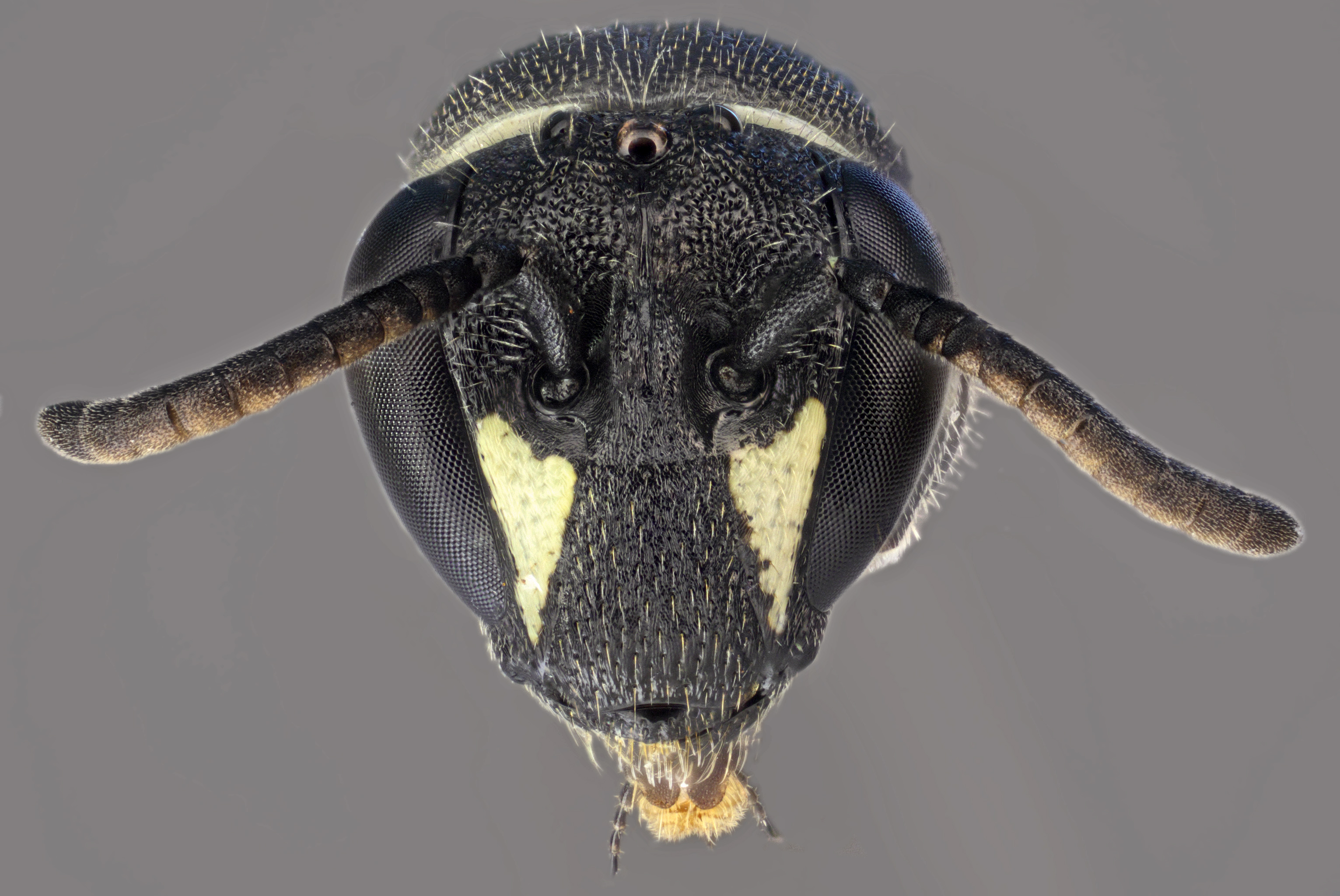
Hylaeus hyalinatus (Gesicht des Weibchens)

Hylaeus hyalinatus ist eine relativ kleine schwarze Biene von ca. 5 bis 8 mm Größe. Sie ist nur wenig behaart, mit zwei Cubitalzellen im Vorderflügel. Die Männchen haben ein weißes Gesicht, und eine weiße Haarbinde am ersten Tergit. Bei den Weibchen hat das Gesicht seitlich je einen hellgelben Keil. Die Fühlergeißel ist unterhalb hell. Die Art kann im Feld nicht sicher von anderen Maskenbienen-Arten unterschieden werden.

## Verbreitung und Lebensraum
Hylaeus hyalinatus ist in Europa weit verbreitet, von Portugal bis Russland und in Kleinasien bis in den Kaukasus, nordwärts bis Süd-Schottland, in Skandinavien bis 62 °N, südwärts ist sie auch in Sizilien, Kreta und Israel nachgewiesen. Die Art kommt auch in Marokko vor und ist in Nordamerika (USA und Kanada) eingeschleppt.
In Deutschland, Österreich und der Schweiz ist die Biene aus allen Regionen bekannt, vom Flachland bis in die montane Höhenstufe. In der Regel gilt sie als häufige Art. Sie zeigt keine strenge Habitatbindung und kommt zum Beispiel an Waldsäumen, in Grünland, Sand- und Kiesgruben, Ruderalflächen und Obstwiesen vor. Sie ist auch oft im Siedlungsbereich zu finden.

## Lebensweise

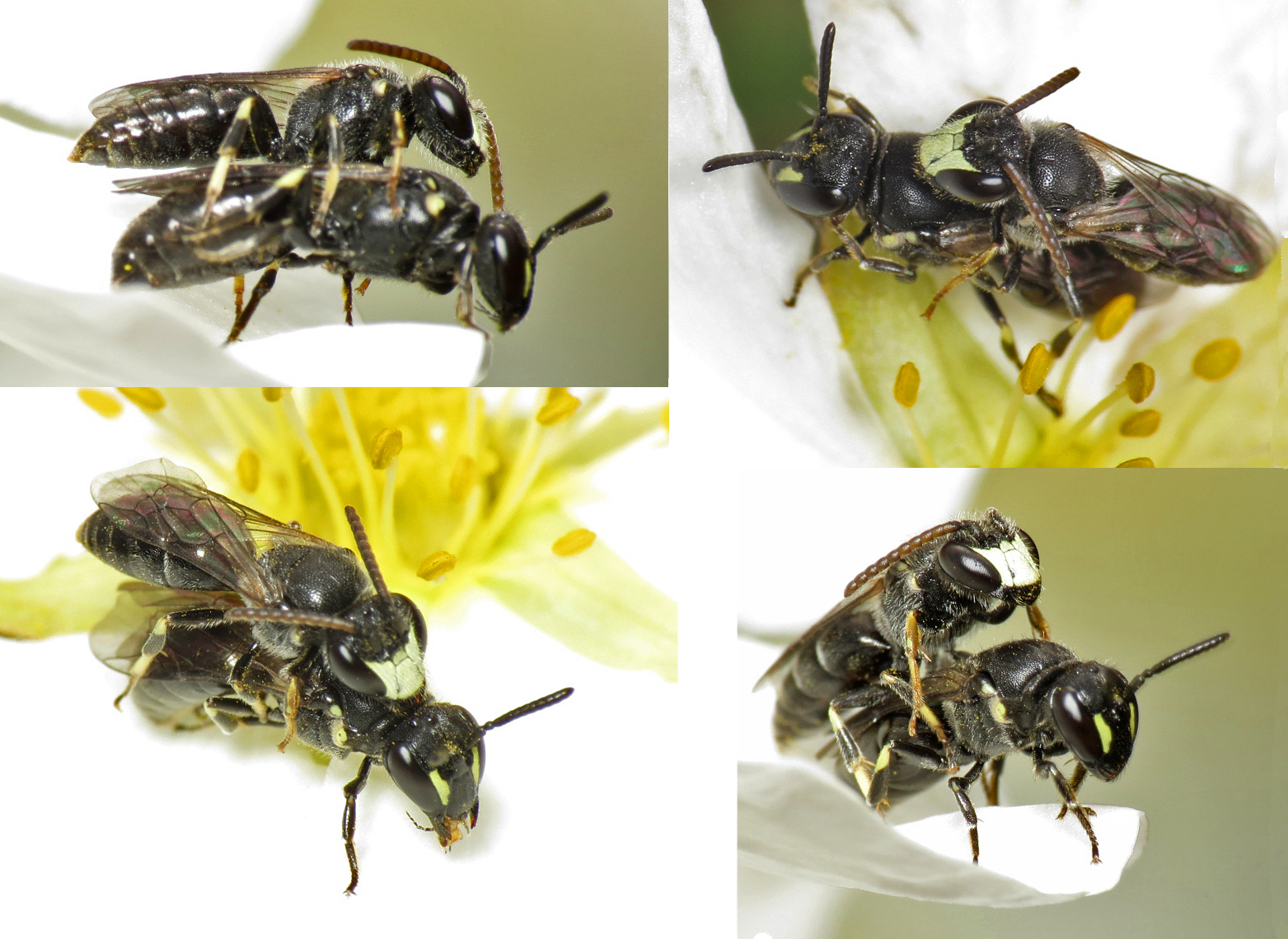
Hylaeus hyalinatus, Kopulation

Die Weibchen nisten in verschiedenen, bereits vorhandenen Hohlräumen, zum Beispiel Käferfraßgängen in Totholz, Löchern in Mauerritzen und Sand-, Löss oder Lehmwänden. Sie benutzen auch verlassene Bauten von Mörtelbienen (Megachile parietina) und Seidenbienen (Colletes daviesanus). Sie sammeln vermutlich Pollen von verschiedenen Pflanzen, sind also polylektisch. Auch die Männchen werden oft an verschiedenen Blüten beobachtet. Hylaeus hyalinatus ist mindestens teilweise bivoltin, das heißt, dass verschiedentlich zwei Generationen im Jahr nacheinander vorkommen.

## Systematik
Es gibt in  der Literatur die Synonyme Prosopis armillata und Prosopis bipunctata. Auf der Iberischen Halbinsel wurde die Unterart Hylaeus hyalinatus aragonensis beschrieben und in Italien Hylaeus hyalinatus montebovensis.